# Nahverkehrsplan
Ein Nahverkehrsplan ist ein Planungsinstrument für den Bereich des öffentlichen Personennahverkehrs (ÖPNV) in Deutschland. Er soll für jeden Aufgabenträger eine tragfähige und finanziell realistische Grundlage für die Ausgestaltung des ÖPNV schaffen und ein abgestimmtes Vorgehen sichern, das den bestehenden oder noch zu entwickelnden verkehrlichen Verflechtungen entspricht. Die Kreise, kreisfreien Städte und Zweckverbände sind in den meisten Bundesländern zur Aufstellung dieser Pläne verpflichtet. Lediglich Hamburg verzichtet auf dieses Instrument.

## Allgemeines
Der Nahverkehrsplan dient unter anderem der Darstellung der öffentlichen Verkehrsinteressen und Verkehrsbedürfnisse für den jeweiligen Zuständigkeitsbereich und ist in die kommunale Gesamtplanung einzubinden. Er hat eine zentrale Bedeutung für
- die ausreichende Verkehrsbedienung
- die wirtschaftliche Verkehrsgestaltung
- die integrierte Nahverkehrsbedienung und
- abgestimmte Tarife und Fahrpläne

bei der Ausgestaltung des ÖPNV durch die Aufgabenträger, die Genehmigungsbehörden (Bezirksregierungen) und Verkehrsunternehmen.
Bei der Liniengenehmigung nach Personenbeförderungsgesetz (PBefG) haben die Genehmigungsbehörden die Inhalte der jeweiligen Nahverkehrspläne zu beachten.
Neben Nahverkehrsplänen erarbeiten einige Kommunen auch verkehrsträgerübergreifende Verkehrsentwicklungspläne oder Mobilitätspläne. Diese beruhen – anders als Nahverkehrspläne – nicht auf einer expliziten gesetzlichen Grundlage, sind aber in der Regel mit den Nahverkehrsplänen abgestimmt bzw. diesen vorgelagert.

## Inhalt
Die Landesnahverkehrsgesetze der einzelnen Bundesländer legen die grundsätzlichen Inhalte des Nahverkehrsplans fest. Es gibt dabei Unterschiede zwischen den einzelnen Ländern. Übereinstimmend fordern die meisten Gesetze folgende Angaben und Inhalte:
- Bestand und angestrebte Entwicklung der ÖPNV-Netze
- Bestand und Entwicklung des Fahrgastaufkommens
- Bestand und Entwicklung des angemessenen Leistungsangebots (Bedienungsformen und Angebotsstandards)
- Qualität von Fahrzeugen und baulichen Anlagen (auch unter Beachtung der Barrierefreiheit)
- Investitionsplanung
- Finanzierung der Infrastruktur und des Leistungsangebots
- Tarifgestaltung und Entwicklung von Gemeinschaftstarifen.

Empfohlen werden weiterhin meist Aussagen zu Linienbündeln, Umweltstandards und zur Organisationsstruktur. Umstritten ist dagegen, ob für den Nahverkehrsplan eine Strategische Umweltprüfung (SUP) nötig ist. Einzig in Niedersachsen schreibt das Landes-UVP-Gesetz (in Anhang 3 Punkt 2.1) eine SUP für die NVP in den Agglomerationsräumen vor und schafft so Klarheit über die SUP-Pflichtigkeit.
Mit der Novellierung des PBefG wurde 2013 zudem die Vorgabe eingeführt, im Nahverkehrsplan die Belange von Menschen mit Behinderung mit dem Ziel zu berücksichtigen, das jeweilige ÖPNV-Angebot bis 2022 vollständig barrierefrei zu gestalten.

## Planungshorizont
Als Planungshorizont für ÖPNV-Verbesserungsmaßnahmen geben die meisten Nahverkehrsgesetze einen Zeitraum von fünf Jahren vor. Soweit langfristige Maßnahmen im investiven Bereich in den Nahverkehrsplan aufgenommen werden, wird meist ein Zeitraum von fünf bis 15 Jahren einbezogen.

## Zweckverbände
Zweckverbände können die Aufstellung des Nahverkehrsplans von den Städten und Kreisen übernehmen. SPNV-Zweckverbände, die als Aufgabenträger des Schienenpersonennahverkehrs fungieren, so etwa in Sachsen oder Nordrhein-Westfalen, sind ebenfalls zur Aufstellung von Nahverkehrsplänen verpflichtet. Nahverkehrspläne für den SPNV haben allerdings keine rechtliche Wirkung nach PBefG, da dieses im Eisenbahnbereich keine Gültigkeit hat.
- Der Zweckverband entscheidet über die Planung, Organisation und Ausgestaltung des SPNV (teilweise auch des sonstigen ÖPNV, soweit er über kommunale Grenzen hinweg angeboten wird).
- Der Zweckverband hat auf die Bildung eines Gemeinschaftstarifs für den ÖPNV im Kooperationsraum hinzuwirken. Bei der Bildung des Übergangstarifs wirkt er auf eine Annäherung der Tarifstruktur der Nahverkehrskooperationsräume hin.
- Der Zweckverband hat auf die Koordination der Verkehrsangebote im ÖPNV hinzuwirken.
- Über Linien des SPNV, die Zweckverbandsgrenzen überschreiten, sind zwischen den Zweckverbänden Abstimmungen herbeizuführen.

Im Übrigen ergibt sich ein Abstimmungsbedarf zwischen den Nahverkehrsplänen der Kreise und kreisfreien Städte sowie der Zweckverbände.